# Vydří
Obec Vydří (německy Widern) se nachází v okrese Jindřichův Hradec v Jihočeském kraji. Leží 7 km jihozápadně od Jindřichova Hradce. Žije zde 121 obyvatel.

## Historie
První písemná zmínka o obci pochází z roku 1364.
Obec Vydří byla do roku 1990 částí obce Lásenice a v témže roce se osamostatnila. Od roku 2003 spadá jako samostatná obec pod pověřený Městský úřad v Jindřichově Hradci.

## Galerie

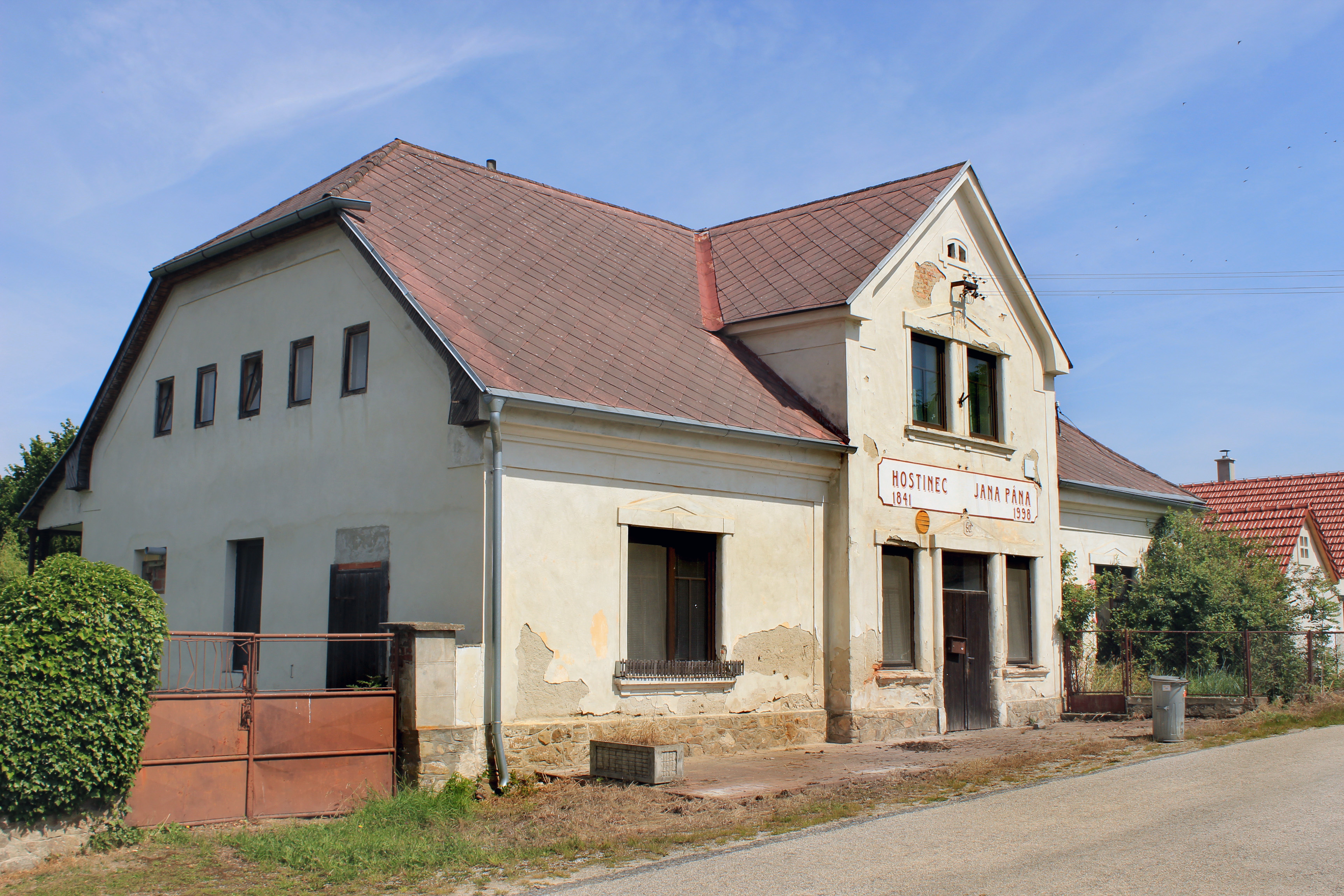
Bývalá hospoda
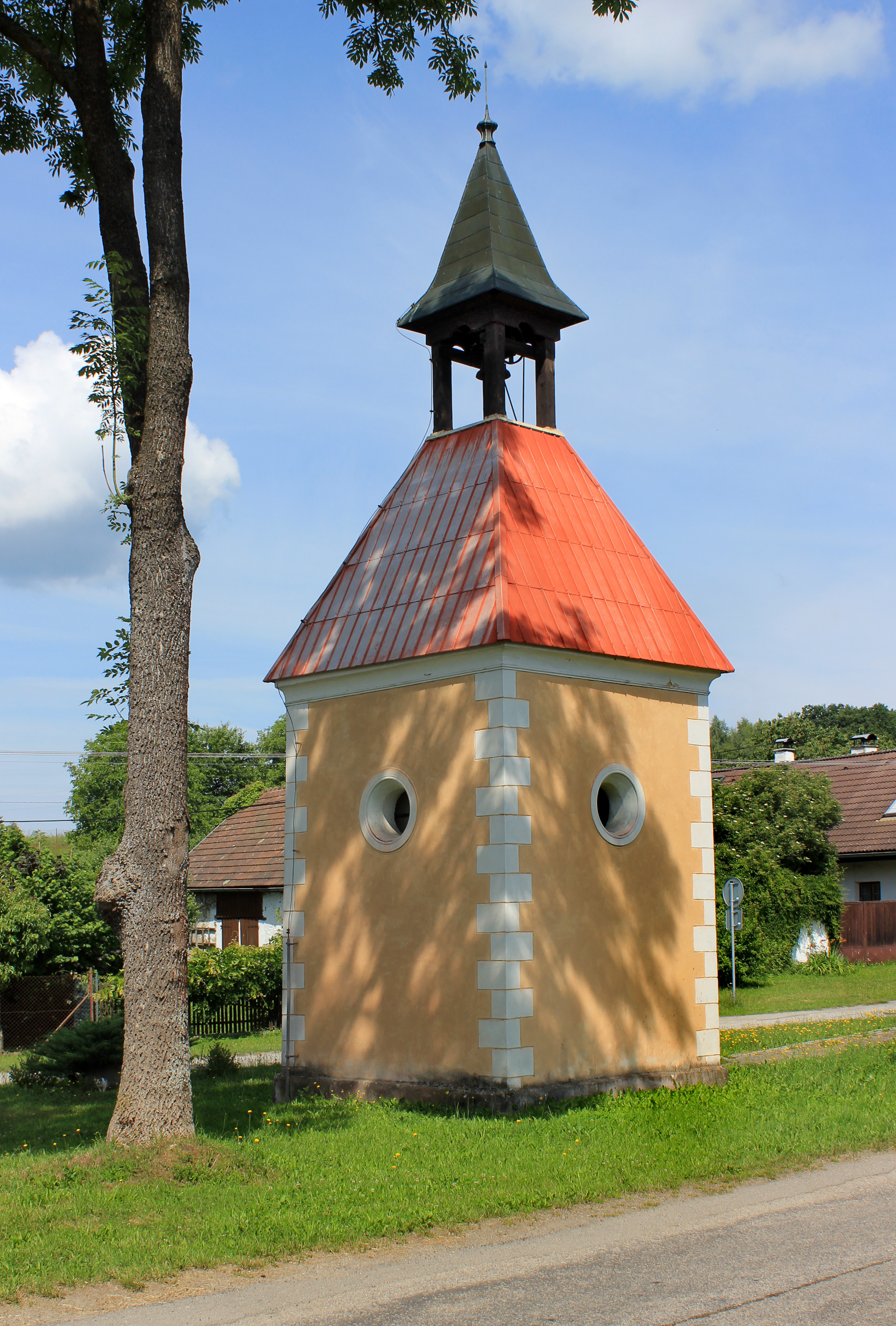
Kaple na návsi
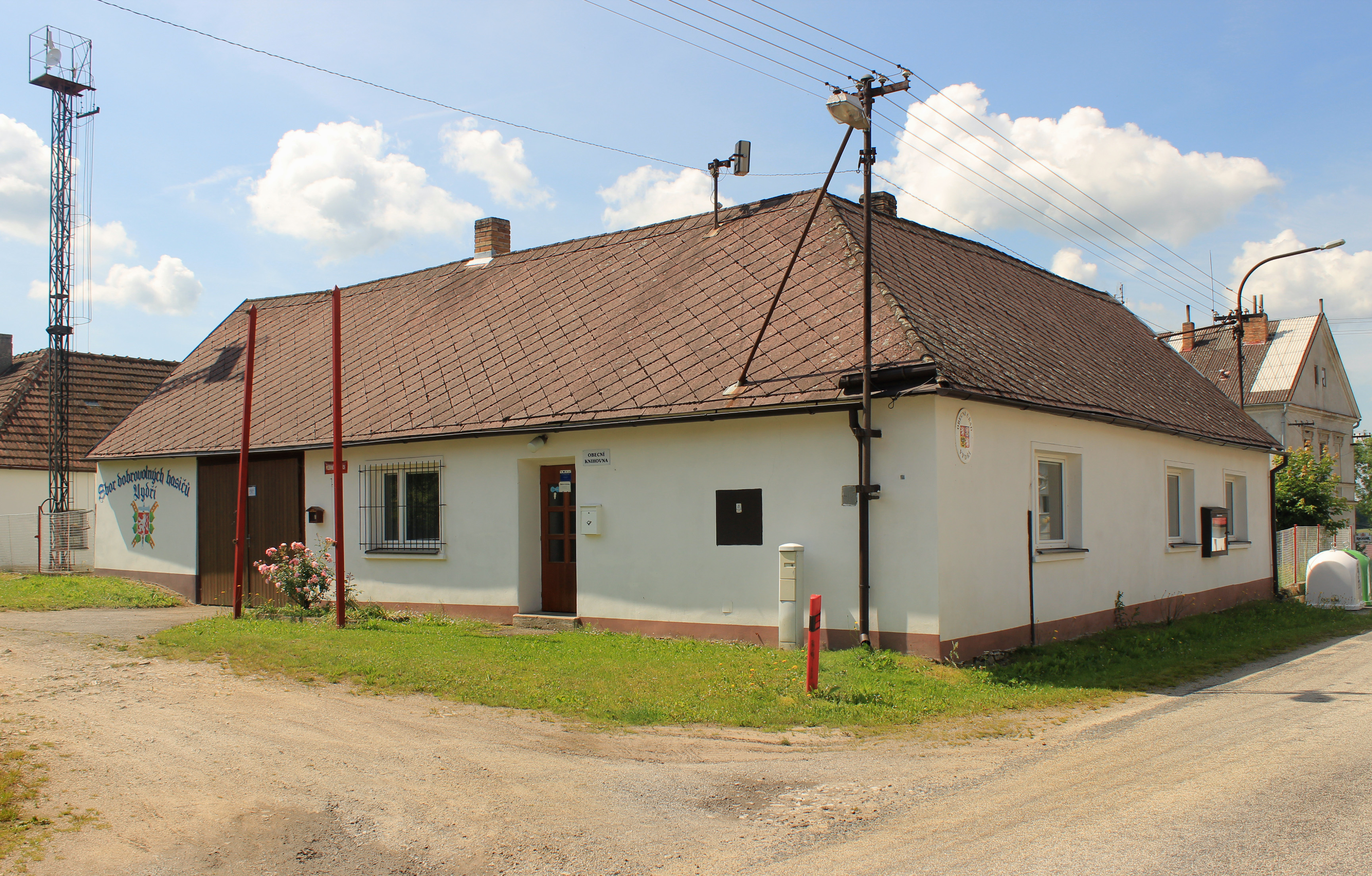
Obecní úřad s hasičskou zbrojnicí